# Dane Haylett-Petty
Dane Haylett-Petty (Durban, 18 giugno 1989) è un rugbista a 15 sudafricano, internazionale per l'Australia, che gioca come estremo nei Rebels.

## Biografia
Nativo di Durban, figlio di un ex ufficiale della marina sudafricana, Haylett-Petty crebbe in Australia dall'età di dieci anni, quando la sua famiglia si trasferì a Perth per intraprendervi un'attività commerciale.
La sua prima squadra professionistica fu il Western Force con cui esordì nel Super 14 2008 contro i Chiefs.
In quello stesso anno prese parte l'Under-20 australiana al mondiale giovanile, competizione a cui fu convocato anche l'anno successivo.
Nel 2010 fu ingaggiato in Francia dal Biarritz, con cui giocò tre stagioni vincendo nel 2012 l'European Challenge Cup.
Terminata l'esperienza francese fu in Giappone nella stagione invernale a cavallo tra il 2013 e il 2014 con i Toyota Shuttles e successivamente fu di nuovo in Australia al Force per il Super Rugby; la federazione dell'Australia Occidentale lo impiegò nell'interstagione in National Rugby Championship con la squadra provinciale del Perth Spirit, con cui giunse a disputare la finale del torneo.
Nel 2016 giunse l'esordio con gli Wallabies in occasione dei test match previsti dal tour australiano di metà anno dell'Inghilterra, scendendo in campo in tutti e tre incontri della serie; per tutto il resto dell'anno fu titolare nella squadra impegnata nel Championship, in Bledisloe Cup e nel tour di fine anno nelle Isole britanniche.
Nonostante il rinnovo fino al 2019 con il Force, rimase senza squadra nel 2017 quando l'Australian Rugby Union soppresse la franchise per motivi economici; a seguitò di ciò firmò un accordo biennale con il Rebels.
Nel 2019, a 30 anni, ha ricevuto la convocazione per la sua prima Coppa del Mondo, nel corso della quale ha esordito nella fase a girone contro Figi.

## Palmarès
- Challenge Cup: 1
Biarritz: 2011-12